# Nahorevo
Nahorevo je naseljeno mjesto u sastavu općine Centar, u gradu Sarajevu, Federacija Bosne i Hercegovine, BiH.

## Povijest
Prvi apostolski vikar u Bosni biskup fra Mate Delivić u svome izvješću iz 1737. godine naveo je mjesto Naorevo u župi Sarajevo, s 1 katoličkom kućom i 9 katolika.

## Stanovništvo
| Nahorevo           |              |              |              |
| godina popisa      | 1991.        | 1981.        | 1971.        |
| Muslimani          | 410 (58,82%) | 353 (52,45%) | 305 (49,51%) |
| Srbi               | 282 (40,45%) | 263 (39,07%) | 308 (50,00%) |
| Hrvati             | 2 (0,28%)    | 1 (0,14%)    | 0            |
| Jugoslaveni        | 2 (0,28%)    | 55 (8,17%)   | 1 (0,16%)    |
| ostali i nepoznato | 1 (0,14%)    | 1 (0,14%)    | 2 (0,32%)    |
| ukupno             | 697          | 673          | 616          |